# Raufoss Fotball 2020
Questa voce raccoglie le informazioni riguardanti il Raufoss Fotball nelle competizioni ufficiali della stagione 2020.

## Stagione
A causa della pandemia di COVID-19, il 12 marzo 2020 è stato reso noto che la Norges Fotballforbund aveva inizialmente rinviato l'inizio dell'attività calcistica al 15 aprile. A seguito della decisione del ministero della cultura di vietare la ripresa delle attività fino al 15 giugno, i calendari del campionato sono stati ancora rimodulati. Il 19 maggio, il ministro della cultura Abid Raja ha confermato che la 1. divisjon sarebbe ricominciata la prima settimana di luglio. Il 12 giugno, Raja ha reso noto che sarebbe stata permessa una capienza massima di 200 spettatori. Dal 30 settembre, la capienza è stata aumentata a 600 spettatori, negli impianti dove potesse essere garantita la distanza interpersonale.
Il 10 settembre 2020, la Norges Fotballforbund – dopo diversi rinvii – ha dovuto annullare l'edizione stagionale del Norgesmesterskapet, a causa dell'impossibilità di disputare tutte le partite previste a causa della condensazione del calendario del campionato. Anche il calciomercato è stato organizzato quindi diversamente, con una sessione estiva e una autunnale.
Il Raufoss ha chiuso la stagione al 6º posto finale. In virtù di questo piazzamento, la squadra ha partecipato alle qualificazioni all'Eliteserien: in gara 1, il Raufoss si è arreso all'Åsane, rimanendo pertanto in 1. divisjon. Marius Alm è stato il calciatore più utilizzato in stagione, a quota 31 presenze; Kristoffer Nessø è stato invece il miglior marcatore con le sue 10 reti.

## Maglie e sponsor
Lo sponsor tecnico per la stagione 2020 è stato Joma, mentre lo sponsor ufficiale è stato Nammo. La divisa casalinga è composta da una maglietta gialla con inserti neri, pantaloncini neri e calzettoni gialli. Quella da trasferta era invece composta da un completo viola, con rifiniture bianche.
| Casa | Trasferta |

## Rosa
| N. |                           | Ruolo | Calciatore             |
| -- | ------------------------- | ----- | ---------------------- |
| 1  | Norvegia (bandiera)       | P     | Ole Kristian Lauvli    |
| 2  | Norvegia (bandiera)       | D     | Edvard Race            |
| 3  | Norvegia (bandiera)       | D     | Amund Møllerhagen      |
| 4  | Norvegia (bandiera)       | D     | Stian Simenstad        |
| 5  | Norvegia (bandiera)       | D     | Marius Alm             |
| 6  | Norvegia (bandiera)       | D     | Snorre Strand Nilsen   |
| 7  | Costa d'Avorio (bandiera) | C     | Emile Noe Dadjo        |
| 8  | Norvegia (bandiera)       | C     | Matias Belli Moldskred |
| 9  | Danimarca (bandiera)      | C     | Lee Rochester Sørensen |
| 10 | Norvegia (bandiera)       | C     | Ryan Doghman           |
| 11 | Norvegia (bandiera)       | C     | Nicolai Fremstad       |
| 12 | Svezia (bandiera)         | P     | Rickard Claesson       |
| 14 | Norvegia (bandiera)       | A     | Oskar Johannes Løken   |

| N. |                      | Ruolo | Calciatore               |
| -- | -------------------- | ----- | ------------------------ |
| 15 | Norvegia (bandiera)  | C     | Martin Heiberg           |
| 16 | Norvegia (bandiera)  | C     | Emil Breivik             |
| 17 | Norvegia (bandiera)  | C     | Solomon Owusu            |
| 18 | Norvegia (bandiera)  | C     | Jakob Nyland Ørsahl      |
| 18 | Singapore (bandiera) | A     | Ikhsan Fandi             |
| 19 | Norvegia (bandiera)  | D     | Tobias Sagstuen Andersen |
| 20 | Norvegia (bandiera)  | C     | Gard Simenstad           |
| 21 | Norvegia (bandiera)  | C     | Lasse Berg Johnsen       |
| 22 | Norvegia (bandiera)  | C     | Kristoffer Nessø         |
| 23 | Norvegia (bandiera)  | P     | Rino Lund Johnsen        |
| 24 | Norvegia (bandiera)  | A     | Filip Brattbakk          |
| 28 | Senegal (bandiera)   | A     | Mame Mor Ndiaye          |
| 32 | Norvegia (bandiera)  | A     | Håkon Leine              |

## Calciomercato

### Sessione invernale(dal 09/01 al 01/04)
| Arrivi           | Arrivi                 | Arrivi  | Arrivi        |
| R.               | Nome                   | da      | Modalità      |
| ---------------- | ---------------------- | ------- | ------------- |
| C                | Lasse Berg Johnsen     |         | svincolato    |
| C                | Emil Breivik           | Molde   | prestito      |
| C                | Martin Heiberg         | Elverum | fine prestito |
| C                | Lee Rochester Sørensen |         | svincolato    |
| Altre operazioni |                        |         |               |
| R.               | Nome                   | da      | Modalità      |
| A                | Thierry Dabove         | Grorud  | fine prestito |

| Partenze         | Partenze       | Partenze | Partenze      |
| R.               | Nome           | a        | Modalità      |
| ---------------- | -------------- | -------- | ------------- |
| D                | Parfait Bizoza |          | svincolato    |
| A                | Thierry Dabove | Bryne    | definitivo    |
| Altre operazioni |                |          |               |
| R.               | Nome           | da       | Modalità      |
| C                | Emil Breivik   | Molde    | fine prestito |

### Sessione estiva(dal 10/06 al 30/06)
| Arrivi | Arrivi | Arrivi | Arrivi   |
| R.     | Nome   | da     | Modalità |
| ------ | ------ | ------ | -------- |

| Partenze | Partenze | Partenze | Partenze |
| R.       | Nome     | a        | Modalità |
| -------- | -------- | -------- | -------- |

### Sessione autunnale(dall'08/09 al 05/10)
| Arrivi | Arrivi              | Arrivi      | Arrivi     |
| R.     | Nome                | da          | Modalità   |
| ------ | ------------------- | ----------- | ---------- |
| C      | Jakob Nyland Ørsahl | Molde       | prestito   |
| A      | Filip Brattbakk     | Rosenborg   | prestito   |
| A      | Mame Mor Ndiaye     | Fram Larvik | definitivo |

| Partenze | Partenze     | Partenze | Partenze   |
| R.       | Nome         | a        | Modalità   |
| -------- | ------------ | -------- | ---------- |
| A        | Ikhsan Fandi | Jerv     | definitivo |

## Risultati

### 1. divisjon

#### Girone di andata
| Arbitro: | Koløy |

|            |           |  |
| Nilsen 29’ | Marcatori |  |

| Arbitro: | Huru Kellerhals |

|                                    |           |            |
| Nessø 27’ Alm 34’ G. Simenstad 83’ | Marcatori | 53’ Hestad |

| Arbitro: | Sinnes |

|                          |           |                       |
| Sanyang 29’ Kastrati 85’ | Marcatori | 9’ Rochester Sørensen |

| Arbitro: | S. Røvig Sletner |

|                                                      |           |                                      |
| Andersen 1’, 60’ (rig.) Heggebø 28’ Marthinussen 90’ | Marcatori | 17’, 84’, 86’ Nessø 80’ G. Simenstad |

| Arbitro: | Medic |

|                            |           |  |
| Alm 45’ Jalasto 86’ (aut.) | Marcatori |  |

| Arbitro: | H. Røvig Sletner |

|             |           |  |
| Totland 15’ | Marcatori |  |

| Arbitro: | Higraff |

|           |           |            |
| Leine 79’ | Marcatori | 70’ Nordås |

| Arbitro: | Hafsås (Trondheim) |

|                                              |           |  |
| Karlsen 5’ (rig.) Reginiussen 56’ Lundal 80’ | Marcatori |  |

| Arbitro: | Ekeli Valen |

|           |           |             |
| Owusu 51’ | Marcatori | 90’ Knudsen |

| Arbitro: | Tennøy |

|                                     |           |                                 |
| Kallevåg 18’ (rig.) Lehne Olsen 86’ | Marcatori | 16’ (rig.) Alm 67’ G. Simenstad |

| Arbitro: | Lien |

|                    |           |            |
| Breivik 59’ (rig.) | Marcatori | 19’ Garnås |

| Arbitro: | Koløy |

|                        |           |          |
| Eriksen 23’ Hansen 81’ | Marcatori | 3’ Leine |

| Arbitro: | Sinnes |

|                                           |           |          |
| Alm 30’ (rig.) Fandi 38’ G. Simenstad 90’ | Marcatori | 3’ Udahl |

| Arbitro: | Moen |

|  |           |             |
|  | Marcatori | 73’ Breivik |

| Arbitro: | S. Røvig Sletner |

|                       |           |                                |
| Breivik 64’ Løken 76’ | Marcatori | 37’ Hauge 68’ Jakobsen Hristov |

#### Girone di ritorno
| Arbitro: | Bodding |

|            |           |                               |
| Nesset 27’ | Marcatori | 37’ Belli Moldskred 50’ Nessø |

| Raufoss 25 settembre 2020, ore 18:00 17ª giornata | Raufoss     | 0 – 0 referto | Sandnes Ulf | NAMMO Stadion (200 spett.)\| Arbitro: \| Ekeli Valen \| |
| Arbitro:                                          | Ekeli Valen |               |             |                                                         |

| Arbitro: | Huru Kellerhals |

|  |           |                     |
|  | Marcatori | 60’ Belli Moldskred |

| Arbitro: | Hauge |

|  |           |                           |
|  | Marcatori | 3’ Strømnes 28’ Solbakken |

| Arbitro: | Medic |

|                                       |           |                                    |
| Fandi 12’ Larsen 68’ Pereira 79’, 80’ | Marcatori | 6’ (aut.) Øvretveit 45’ (rig.) Alm |

| Arbitro: | Koløy |

|                                   |           |               |
| A. Hoven 16’ (aut.) Brattbakk 38’ | Marcatori | 81’ Mannsverk |

| Arbitro: | Berg |

|                               |           |                      |
| Nordås 21’ Jahr 68’ Chaib 76’ | Marcatori | 49’ Nessø 52’ Ndiaye |

| Arbitro: | S. Røvig Sletner |

|                            |           |  |
| Doghman 20’ Alm 90’ (rig.) | Marcatori |  |

| Arbitro: | Lien |

|                                    |           |                               |
| Bydal 26’ Langrekken 31’ Güven 73’ | Marcatori | 12’ Nessø 37’ Race 67’ Ndiaye |

| Arbitro: | Moen |

|           |           |                                   |
| Ndiaye 4’ | Marcatori | 84’ Sørensen Nergaard 87’ Heggebø |

| Raufoss 7 novembre 2020, ore 15:30 26ª giornata | Raufoss     | 0 – 0 referto | Ranheim | NAMMO Stadion (600 spett.)\| Arbitro: \| Ekeli Valen \| |
| Arbitro:                                        | Ekeli Valen |               |         |                                                         |

| Arbitro: | Hauge |

|           |           |                                                                         |
| Meyer 76’ | Marcatori | 34’, 45’ Nessø 43’, 87’ Belli Moldskred 53’ Brattbakk 68’ Strand Nilsen |

| Arbitro: | Huru Kellerhals |

|                     |           |                       |
| Belli Moldskred 25’ | Marcatori | 90’ Yttergård Jenssen |

| Arbitro: | Berg |

|  |           |                    |
|  | Marcatori | 20’, 53’ Brattbakk |

| Arbitro: | Higraff |

|                                                              |           |                                         |
| Alm 26’ (rig.), 89’ (rig.) Brattbakk 63’ Løken 84’ Nessø 90’ | Marcatori | 45’, 77’ Sanyang 86’ Sigurdsen 90’ Njie |

#### Qualificazioni all'Eliteserien
| Arbitro: | Hansen (Feda) |

|                                |           |            |
| Lorentzen 36’, 88’ Valsvik 45’ | Marcatori | 24’ Ndiaye |

## Statistiche

### Statistiche di squadra
| Competizione          | Punti | In casa | In casa | In casa | In casa | In casa | In casa | In trasferta | In trasferta | In trasferta | In trasferta | In trasferta | In trasferta | Totale | Totale | Totale | Totale | Totale | Totale | DR |
| Competizione          | Punti | G       | V       | N       | P       | Gf      | Gs      | G            | V            | N            | P            | Gf           | Gs           | G      | V      | N      | P      | Gf     | Gs     | DR |
| --------------------- | ----- | ------- | ------- | ------- | ------- | ------- | ------- | ------------ | ------------ | ------------ | ------------ | ------------ | ------------ | ------ | ------ | ------ | ------ | ------ | ------ | -- |
| 1. divisjon           | 42    | 15      | 6       | 7       | 2       | 24      | 17      | 15           | 5            | 3            | 7            | 29           | 27           | 30     | 11     | 10     | 9      | 53     | 44     | +9 |
| Qual. all'Eliteserien | -     | 0       | 0       | 0       | 0       | 0       | 0       | 1            | 0            | 0            | 1            | 1            | 3            | 1      | 0      | 0      | 1      | 1      | 3      | -2 |
| Totale                | -     | 15      | 6       | 7       | 2       | 24      | 17      | 16           | 5            | 3            | 8            | 30           | 30           | 31     | 11     | 10     | 10     | 54     | 47     | +7 |

### Andamento in campionato
| Giornata  | 1  | 2  | 3  | 4  | 5 | 6  | 7  | 8  | 9  | 10 | 11 | 12 | 13 | 14 | 15 | 16 | 17 | 18 | 19 | 20 | 21 | 22 | 23 | 24 | 25 | 26 | 27 | 28 | 29 | 30 |
| --------- | -- | -- | -- | -- | - | -- | -- | -- | -- | -- | -- | -- | -- | -- | -- | -- | -- | -- | -- | -- | -- | -- | -- | -- | -- | -- | -- | -- | -- | -- |
| Luogo     | T  | C  | T  | T  | C | T  | C  | T  | C  | T  | C  | T  | C  | T  | C  | T  | C  | T  | C  | T  | C  | T  | C  | T  | C  | C  | T  | C  | T  | C  |
| Risultato | P  | V  | P  | N  | V | P  | N  | P  | N  | N  | N  | P  | V  | V  | N  | V  | N  | V  | P  | P  | V  | P  | V  | N  | P  | N  | V  | N  | V  | V  |
| Posizione | 15 | 10 | 13 | 13 | 9 | 11 | 11 | 11 | 11 | 12 | 12 | 13 | 11 | 10 | 9  | 9  | 8  | 8  | 8  | 10 | 8  | 10 | 8  | 7  | 8  | 10 | 8  | 7  | 7  | 6  |

Fonte:  OBOS-ligaen 2020, su altomfotball.no, Altomfotball.
Legenda:

Luogo: C = Casa; T = Trasferta. Risultato: V = Vittoria; N = Pareggio; P = Sconfitta.

### Statistiche dei giocatori
| Giocatore             | 1. divisjon | 1. divisjon | 1. divisjon | 1. divisjon | Coppa nazionale | Coppa nazionale | Coppa nazionale | Coppa nazionale | Coppe europee | Coppe europee | Coppe europee | Coppe europee | Qual. all'Eliteserien | Qual. all'Eliteserien | Qual. all'Eliteserien | Qual. all'Eliteserien | Totale   | Totale | Totale      | Totale     |
| Giocatore             | Presenze    | Reti        | Ammonizioni | Espulsioni  | Presenze        | Reti            | Ammonizioni     | Espulsioni      | Presenze      | Reti          | Ammonizioni   | Espulsioni    | Presenze              | Reti                  | Ammonizioni           | Espulsioni            | Presenze | Reti   | Ammonizioni | Espulsioni |
| --------------------- | ----------- | ----------- | ----------- | ----------- | --------------- | --------------- | --------------- | --------------- | ------------- | ------------- | ------------- | ------------- | --------------------- | --------------------- | --------------------- | --------------------- | -------- | ------ | ----------- | ---------- |
| M. Alm                | 30          | 8           | 3           | 0           |                 |                 |                 |                 |               |               |               |               | 1                     | 0                     | 1                     | 0                     | 31       | 8      | 4           | 0          |
| M. Belli Moldskred    | 29          | 5           | 2           | 0           |                 |                 |                 |                 |               |               |               |               | 1                     | 0                     | 0                     | 0                     | 30       | 5      | 2           | 0          |
| L. Berg Johnsen       | 29          | 0           | 4           | 0           |                 |                 |                 |                 |               |               |               |               | 1                     | 0                     | 0                     | 0                     | 30       | 0      | 4           | 0          |
| F. Brattbakk          | 15          | 5           | 2           | 0           |                 |                 |                 |                 |               |               |               |               | 1                     | 0                     | 0                     | 0                     | 16       | 5      | 2           | 0          |
| E. Breivik            | 29          | 5           | 5           | 0           |                 |                 |                 |                 |               |               |               |               | 1                     | 0                     | 0                     | 0                     | 30       | 5      | 5           | 0          |
| R. Claesson           | 0           | 0           | 1           | 0           |                 |                 |                 |                 |               |               |               |               | 0                     | 0                     | 0                     | 0                     | 0        | 0      | 1           | 0          |
| E. Dadjo              | 9           | 0           | 1           | 0           |                 |                 |                 |                 |               |               |               |               | 0                     | 0                     | 0                     | 0                     | 9        | 0      | 1           | 0          |
| R. Doghman            | 26          | 1           | 0           | 0           |                 |                 |                 |                 |               |               |               |               | 1                     | 0                     | 0                     | 0                     | 27       | 1      | 0           | 0          |
| I. Fandi              | 11          | 1           | 0           | 0           |                 |                 |                 |                 |               |               |               |               | -                     | -                     | -                     | -                     | 11       | 1      | 0           | 0          |
| N. Fremstad           | 23          | 0           | 3           | 0           |                 |                 |                 |                 |               |               |               |               | 0                     | 0                     | 0                     | 0                     | 23       | 0      | 3           | 0          |
| M. Heiberg            | 4           | 0           | 0           | 0           |                 |                 |                 |                 |               |               |               |               | 1                     | 0                     | 0                     | 0                     | 5        | 0      | 0           | 0          |
| O. Lauvli             | 29          | -42         | 0           | 1           |                 |                 |                 |                 |               |               |               |               | 1                     | -3                    | 0                     | 0                     | 30       | -45    | 0           | 1          |
| H. Leine              | 22          | 2           | 3           | 0           |                 |                 |                 |                 |               |               |               |               | 1                     | 0                     | 0                     | 0                     | 23       | 2      | 3           | 0          |
| O. Løken              | 15          | 2           | 1           | 0           |                 |                 |                 |                 |               |               |               |               | 1                     | 0                     | 0                     | 0                     | 16       | 2      | 1           | 0          |
| R. Lund Johnsen       | 2           | -2          | 1           | 0           |                 |                 |                 |                 |               |               |               |               | 0                     | 0                     | 0                     | 0                     | 2        | -2     | 1           | 0          |
| A. Møllerhagen        | 1           | 0           | 0           | 0           |                 |                 |                 |                 |               |               |               |               | 0                     | 0                     | 0                     | 0                     | 1        | 0      | 0           | 0          |
| M. Ndiaye             | 11          | 3           | 3           | 0           |                 |                 |                 |                 |               |               |               |               | 1                     | 1                     | 0                     | 0                     | 12       | 4      | 3           | 0          |
| K. Nessø              | 26          | 10          | 0           | 0           |                 |                 |                 |                 |               |               |               |               | 1                     | 0                     | 0                     | 0                     | 27       | 10     | 0           | 0          |
| J. Nyland Ørsahl      | 0           | 0           | 0           | 0           |                 |                 |                 |                 |               |               |               |               | 0                     | 0                     | 0                     | 0                     | 0        | 0      | 0           | 0          |
| S. Owusu              | 25          | 1           | 2           | 0           |                 |                 |                 |                 |               |               |               |               | 1                     | 0                     | 1                     | 0                     | 26       | 1      | 3           | 0          |
| E. Race               | 24          | 1           | 3           | 0           |                 |                 |                 |                 |               |               |               |               | 0                     | 0                     | 0                     | 0                     | 24       | 1      | 3           | 0          |
| L. Rochester Sørensen | 17          | 1           | 3           | 0           |                 |                 |                 |                 |               |               |               |               | 0                     | 0                     | 0                     | 0                     | 17       | 1      | 3           | 0          |
| T. Sagstuen Andersen  | 0           | 0           | 0           | 0           |                 |                 |                 |                 |               |               |               |               | 0                     | 0                     | 0                     | 0                     | 0        | 0      | 0           | 0          |
| G. Simenstad          | 15          | 4           | 2           | 0           |                 |                 |                 |                 |               |               |               |               | 0                     | 0                     | 0                     | 0                     | 15       | 4      | 2           | 0          |
| S. Simenstad          | 11          | 0           | 3           | 0           |                 |                 |                 |                 |               |               |               |               | 0                     | 0                     | 0                     | 0                     | 11       | 0      | 3           | 0          |
| S. Strand Nilsen      | 18          | 1           | 2           | 0           |                 |                 |                 |                 |               |               |               |               | 1                     | 0                     | 0                     | 0                     | 19       | 1      | 2           | 0          |